# نوبل درو علي
تيموثي درو المعروف باسم نوبل درو علي (بالإنجليزية: Noble Drew Ali) هو لاعب سيرك ‏ أمريكي، ولد في 8 يناير 1886 في كارولاينا الشمالية في الولايات المتحدة، أسس معبد موريش للعلوم في أمريكا. اعتبره أتباعه نبيًا، وفي عام 1913 أسس المعبد الكنعاني في نيوارك بولاية نيو جيرسي، قبل أن ينتقل إلى شيكاغو، حيث اكتسب الآلاف من الأتباع الذين اعتنقوا الإسلام. بعد مقتل زعيم معبد موريش للعلوم المنافس ، تم القبض على درو علي (لكن لم توجه إليه تهمة مطلقًا) وأودع السجن؛ توفي عام 1929 بعد وقت قصير من إطلاق سراحه في شيكاغو في الولايات المتحدة بسبب سل.

## وصلات خارجية
- نوبل درو علي على موقع الموسوعة البريطانية (الإنجليزية)